# Gurk
Pour les articles homonymes, voir Gurk (rivière).
Gurk (en slovène : Krka) est une commune (Marktgemeinde) autrichienne du district de Sankt Veit an der Glan en Carinthie. Ancien siège épiscopal du diocèse de Gurk, elle est surtout connue pour son cathédrale romane, une fondation de sainte Emma de Gurk.

## Géographie
Le territoire communal s'étend dans la vallée de la Gurk, au-dessus de la ville de Straßburg, l'ancienne résidence des évêques de Gurk. Entourée des Alpes de Gurktal, la cathédrale s'élance dans un paysage de prés et de bois peu peuplé.

## Histoire

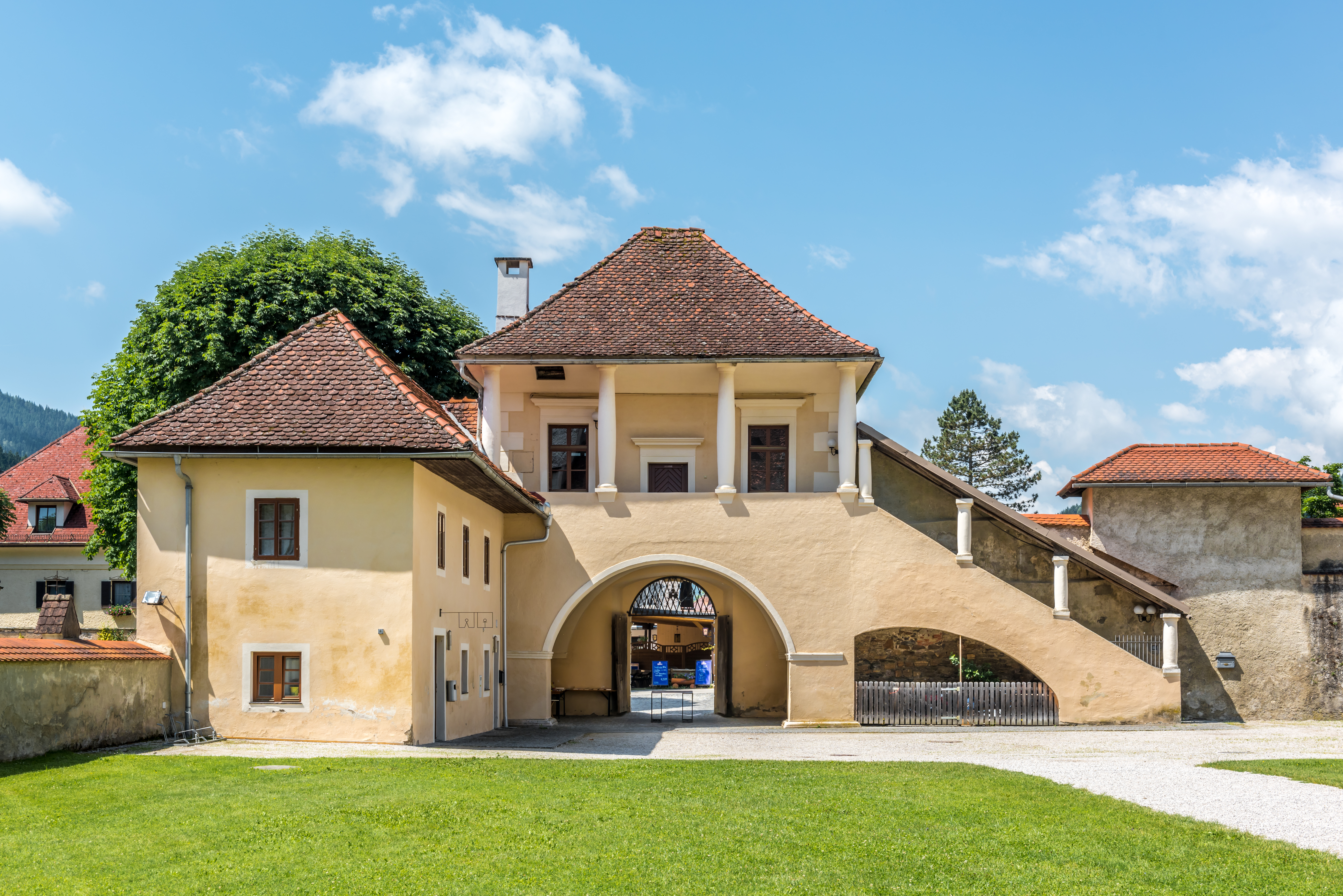
Un manoir dans un monastère de Gurk.

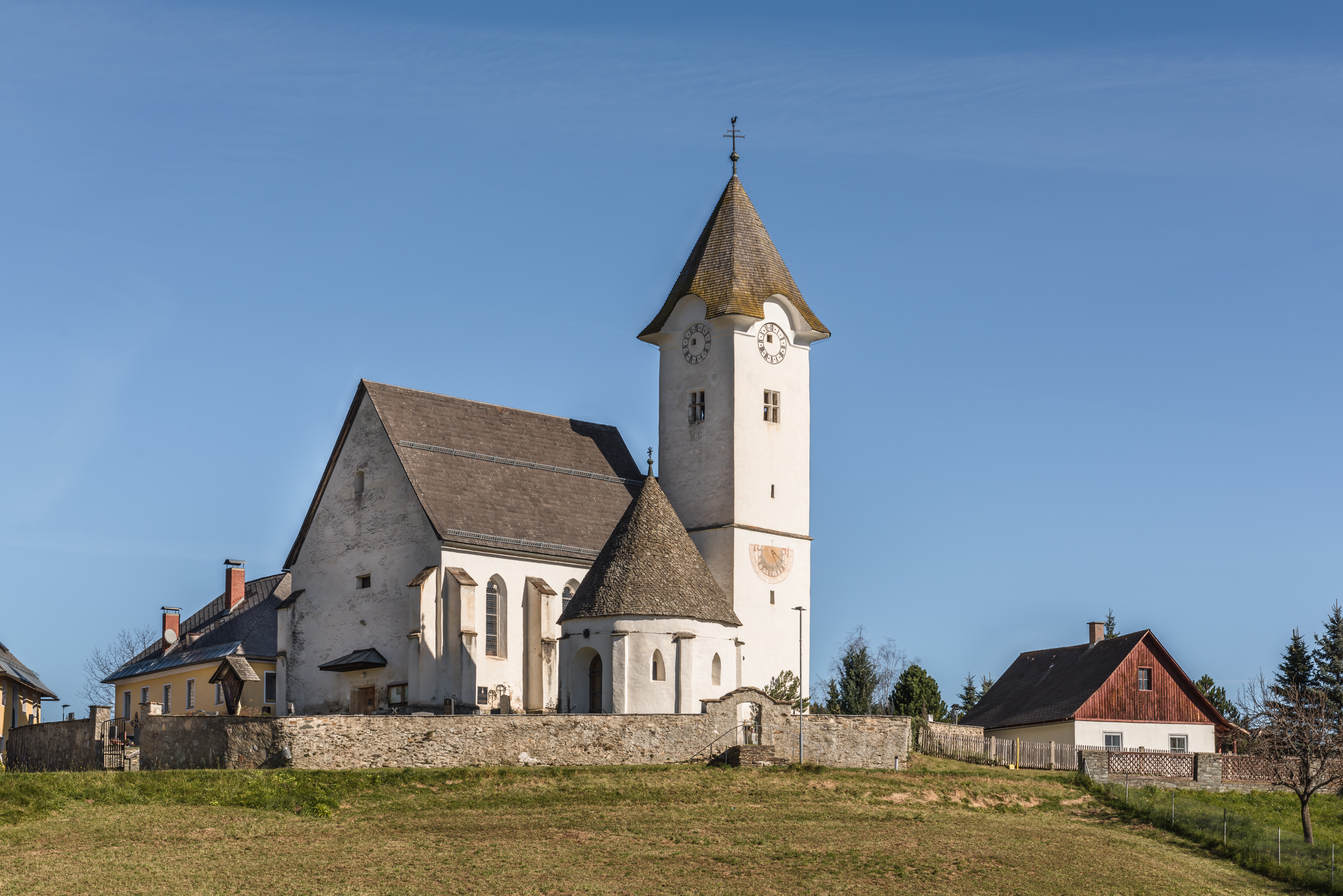
L'église de la paroisse de Pisweg, à Gurk, avec la maison mortuaire.

Pendant le Haut Moyen-Âge, la vallée de Gurk faisait partie de la principauté slave de Carantanie. Après que les princes ont accepté la suprématie du duché de Bavière au VIIIe siècle, les domaines furent incorporées dans l'empire carolingien sous le règne de Charlemagne. Le manoir de Gurk, à l'origine une possession des archevêques de Salzbourg, fut évoqué pour la première fois en 864. L'empereur Arnulf a offert en 898 une bonne partie des biens dans la vallée à son fils Zwentibold de Lotharingie.
C'est vers l'an 1043 que Emma de Gurk, comtesse en Carinthie, y a créé un couvent de dames nobles (Frauenstift) qui cependant n'a pas été maintenu. En 1072, le diocèse de Gurk, suffragant de l'archidiocèse de Salzbourg, a été fondé sur la base du vaste patrimoine d'Emma. Le siège épiscopal fut déplacé à Klagenfurt en 1787. Autour de l'évêché, une petite colonie vit le jour ; elle obtient le droit de marché au XIIIe siècle.
Le 25 juin 1988, le pape Jean-Paul II s'est rendu à la cathédrale où il a prié sur la tombe de sainte Emma.

## La cathédrale

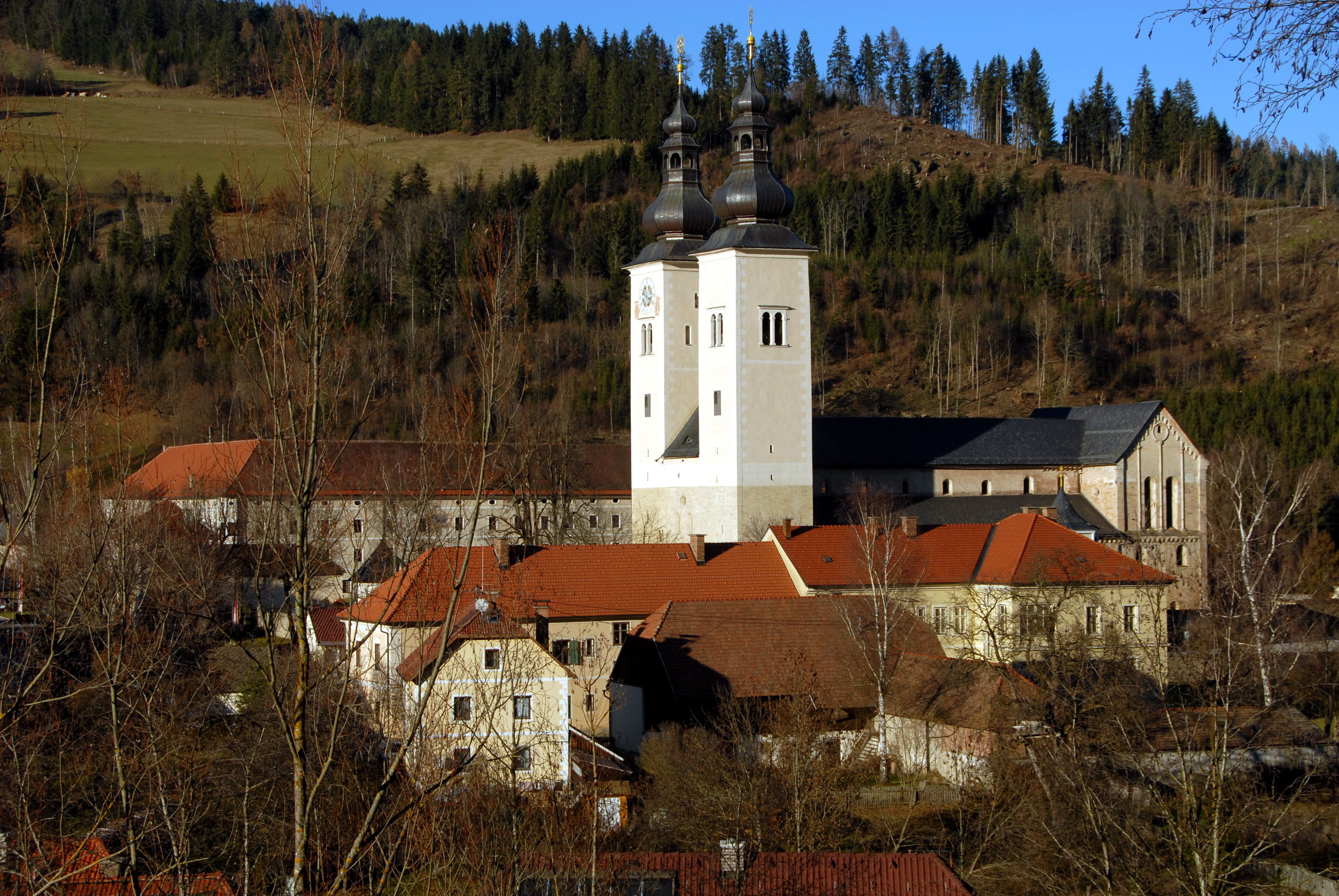
La cathédrale.

La cathédrale de Gurk, une basilique à piliers de l'apogée du style roman, est largement conservée dans son état originel. Construite entre les années 1140 et 1200, elle compte actuellement parmi les monuments romans les plus remarquables en Europe. La crypte, avec ses 96 piliers, a été consacrée à sainte Emma en 1174.
Depuis le transfert du siège episcopal à Klagenfurt, le bâtiment a été transformé en église paroissiale dédiée à l'Assomption de Marie. Située sur une hauteur à l'est de Gurk, sa façade imposante aux deux tours est visible de loin dans la vallée.

## Jumelage
- Arnstadt (Allemagne).